# Beni Hedifa
Beni Hedifao Aït Hedifa (en árabe: بني حذيفة‎, en lenguas bereberes: ⴰⵢⵜ•ⵃⴷⵉⴼⴰⵀ, en francés: Bni Hadifa) es un municipio marroquí en la región de Tánger-Tetuán-Alhucemas. Desde 1912 hasta 1956 perteneció a la zona norte del Protectorado español de Marruecos.